# Крестовоздвиженская церковь (Сигету-Мармацией)
Крестовоздвиженская церковь (рум. Biserica Înălțarea Sfintei Cruci) — православный храм украинского викариатства Румынской православной церкви в городе Сигет (Сигету-Мармацией) в Румынии. Церковь входит в список исторических памятников Румынии (MM-II-m-A-04681).
Украинская грекокатолическая церковь была построена в 1791—1807 годах и является одной из старейших в городе. Первоначально она была посвящена Рождеству Пресвятой Богородицы, но после ремонта 1897 была переосвящена во имя Воздвижения Креста Господня. 1 декабря 1948 года Румынская грекокатолическая церковь была запрещена декретом 358/1948 Президиума Великого национального собрания Румынии. Соответственно, Грекокатолическое украинское викариатство, к которому тогда относился храм, было также ликвидировано. Храм был передан Румынской православной церкви, где он вошёл в состав новосозданного Православного украинского викариатства.
Церковь построена в стиле барокко с влиянием неоклассицизма и представляет собой однонефное строение с полукруглой апсидой. Над западной частью фасада возвышается колокольня. Первоначальная роспись церкви была сделана художником Гезой Кадаром. В 1990—1997 году оригинальные фрески были заменены на новые, выполненные львовскими художниками под руководством Константина Марковича. Также старый иконостас был заменён новым. От витражей церкви сохранился только один, на южной стороне алтаря, изображающий Матерь Божью.